# KBC-Leere
Die KBC-Leere ist eine Region im Weltraum um die Milchstraße, die etwa 20 % weniger dicht ist. Sie hat eine Ausdehnung von etwa 2 Milliarden Lichtjahren oder 600 MPc und umfasst neben der Milchstraße auch die angrenzende Lokale Leere, Lokale Gruppe und große Teile des Laniakea Supergalaxienhaufen.

## Definition
Der Name KBC geht auf die Astronomen Ryan Keenan, Amy Barger und Lennox Cowie zurück, die diese Region 2013 beschrieben haben. Die Milchstraße befindet sich dabei im Abstand von einigen hundert Millionen Lichtjahren vom Zentrum der KBC-Leere. Die Autoren hatten dabei einen Radius bis 300 Megaparsec untersucht und eine geringere Anzahl von Galaxien gefunden, die etwa 25–50 % weniger als durchschnittlich beobachtet ist.
Eine genauere Kartierung zeigte 2019, dass die Lokale Leere mit anderen Voids verbunden ist, insbesondere den größeren Hercules-Void und Sculptor-Void (siehe Sculptor-Gruppe). Die Ansammlung von Voids kann dabei den Dipole Repeller erklären, der auf 220 Megaparsec Abstand berechnet wurde.
Die KBC-Leere ist eine mögliche Erklärung der Hubble-Spannung. Dabei hatte sich gezeigt, dass nahe Galaxien sich mit 73–74 km/s pro Megaparsec wegbewegen, entferntere Galaxien aber nur mit 67–68 km/s pro Megaparsec. Die Abstoßende Wirkung von Voids drückt umgebende Galaxien weg. Entsprechend könnte die Hubble-Konstante zu hoch berechnet worden sein (genannt „Krise der Kosmologie“).